# Wiedermannův park
Wiedermannův park je park ve Františkových Lázních, založen roku 1911 Františkolázeňským okrašlovacím spolkem. Jeho rozloha činili 44 ha do druhé poloviny 20. století. Poté byl park přepůlen silničním obchvatem města. V roce 2017 byl park z velké části revitalizován.

## Pojmenování
Park byl pojmenován na počest zemřelého předsedy františkolázeňského okrašlovacího spolku Gustava Wiedermanna na schůzi 29. května 1914 z podnětu Josefa Carla Fischera. Po odsunu většiny původního obyvatelstva byl park v 50. letech 20. století přejmenován na Sady Míru. Toto označení park nesl až do roku 2017 kde z popudu Městského muzea Františkovy Lázně bylo 28. červen 2017 vydáno usnesení zastupiteli města Františkovy Lázně jednohlasně schváleno navrácení původního pojmenování parku.

## Historie
Park byl založen roku 1911 Františkolázeňským okrašlovacím spolkem a jeho architektem byl předseda spolu a architekt Gustav Wiedermann. Park byl dokončen u příležitosti 30. výročí fungování okrašlovacího spolku. Na rozsáhlých pozemcích bylo vysázeno 660 000 nových sazenic jehličnatých stromů. O tři roky později Wiedermann zemřel a odkázal spolku 5 000 korun. Na schůzi 29. května 1914 bylo rozhodnuto z podnětu Josefa Carla Fischera pojmenovat park po zesnulém architektovi.

## Revitalizace
V roce 2016 si nechalo město Františkovy lázně zpracovat projektovou dokumentaci k revitalizaci Wiedermannova parku. Zhotovitelem studie byl Bc. Šimon Jandl. Revitalizace zahrnovala obnovu původních parkových cest a odpočinkové louky s novým parkovým mobiliářem v celkové hodnotě 1,7 milionu korun.